# جيوفري لانكستر
جيوفري لانكستر (بالإنجليزية: Geoffrey Lancaster)‏ هو موزع وعازف بيانو أسترالي، ولد في 20 أغسطس 1954 في سيدني في أستراليا.

## وصلات خارجية
- جيوفري لانكستر على موقع ميوزك برينز (الإنجليزية)
- جيوفري لانكستر على موقع ديسكوغز (الإنجليزية)